# Polímero semicristalino
Un polímero semicristalino es un polímero que contiene dos regiones claramente definidas en su estado sólido. Una de estas regiones es amorfa y la otra es cristalina.
Los polímeros están formadas por cadenas muy largas de unidades repetitivas llamadas monómeros, esto diferencia a este tipo de materiales de los formados por moléculas pequeñas, como el agua o el octano.
Un polímero amorfo es un material cuyas macromoléculas no presentan ningún orden de acomodo físico, esto se suele explicar comparando con un plato de spaghetti después de hervir, donde cada cadena de moléculas toma una forma de cuerda aleatoria y estas se enredan entre sí. Un ejemplo de estos materiales es el vidrio y por ello a estos polímeros se les conoce también como vítreos.
Un cristal es un material sólido en el cual las moléculas se arreglan de forma ordenada siguiendo un mismo patrón de acomodo para todo el material, los acomodos posibles de un cristal o sistema cristalino han sido descritos en las llamadas celdas o redes de Bravais, y su estudio corresponde a la cristalografía. Son ejemplos de cristales no poliméricos la sal común y el diamante.
Para que un polímero presente semicristalinidad, deben cumplirse ciertas condiciones, como lo son la regularidad de los monómeros, es decir que la cadena contenga unidades que se repitan de forma constante. También debe formarse una hélice con respecto a los substituyentes (el PE y el PP son parcialmente excepción de esta regla) y además debe cumplirse la condición de tacticidad.

## Antecedentes históricos
Algunas de las  primeras evidencias de cristales en polímero por medio de rayos X fue reportada en 1920 para celulosa y derivados de celulosa por Herzog, Jancke y Scherrer. Las dimensiones de la celda unitaria fueron obtenidas de los experimentos realizados, fue notorio un detalle muy particular, en esta prueba, los cristales de otros polímeros como: derivados de celulosa, seda y  hule natural eran mucho menores que la longitud de las cadenas del polímero involucrado. 
A finales de 1921

## Estructuras cristalinas
- Ondas en la celda unitaria
- La ecuación de Bragg
- ZULMA
- Celda recíproca
- Intensidad de la onda refractada
- Métodos generales de investigación de celdas cristalinas

## Regiones, lamelas y esferulitas

Imagen de Microscopía Óptica con polarizadores cruzados de esferulitas de un Poli(urea)uretano con segmento flexible cristalino.

Las esferulitas son aglomeraciones de cristales con forma de esfera y son del orden de 0.1 milímetros. Como los cristales tienen forma de placa estas se van pegando unas con otras, este proceso da lugar a que se ensanche la periferia y se dé lugar a una esfera. Son visibles en microscopio óptico, utilizando luz polarizada.

## Crecimiento de cristales poliméricos
Es común que los polímeros al cristalizar adopten una morfología esferulítica,, en las que las lamelas, o cristales plegados, se orientan de manera radial.

## Cristalización de polímeros en moldeo por inyección

### Formación de estructuras por inyección
Por amormisfo endomario